# Edward Urroz
Eduardo Miguel „Edward” Urroz Cuadra (ur. 7 października 1967) – nikaraguański piłkarz występujący na pozycji pomocnika, reprezentant Nikaragui, trener piłkarski.